# فرد والدن
فرد والدن (بالإنجليزية: Fred Walden)‏ هو لاعب كرة قاعدة أمريكي، ولد في 25 يونيو 1890 في فايت في الولايات المتحدة، وتوفي في 27 سبتمبر 1955 في Jefferson Barracks Military Post ‏ في الولايات المتحدة.

## وصلات خارجية
- فرد والدن على موقعبيزبول رفرنس.كوم (الدوري الرئيسي) (الإنجليزية)
- فرد والدن على موقعبيزبول رفرنس.كوم (الدوري الثانوي) (الإنجليزية)